# 小千谷陣屋
小千谷陣屋（おぢやじんや）は、新潟県小千谷市元町にあった陣屋。

## 概要
江戸時代初期には元町（川岸町）の信濃川の近くにあったが、大洪水のため川岸が流され、現在「介護老人保護施設水仙の家」がある所へ移転した。その頃、小千谷は天領だったため、陣屋は大きくなり、代官屋敷など多くの建物が建てられた。宝暦13年には小千谷組・塩沢組・六日町組・浦佐組・小出島組を支配範囲にしていた。

### 陣屋跡地
- 1868年（明治元年） - 小千谷民政局設置
- 1869年（明治2年） - 柏崎県小千谷出張所
- 1871年（明治4年） - 火災で役所廃止
- 1873年（明治6年） - 現小千谷小学校の校舎建設
- 1879年（明治12年） - 北魚沼郡役所設置
- 1898年（明治31年） - 火災により全焼
- 1899年（明治32年） - 北魚沼郡役所新築
- 1926年（大正15年） - 北魚沼郡役所廃庁
- 戦後 - 小千谷区検察庁・小千谷簡易裁判所設置（共有）
- 1971年（昭和46年） - 小千谷簡易裁判所新庁舎新築
- 1988年（昭和63年） - 小千谷簡易裁判所・小千谷区検察庁廃止
- 1997年（平成9年） - 介護老人保護施設水仙の家新築